# 65803 Didymos
65803 Didymos é um asteroide do tipo Apollo pertencente ao grupo dos asteroides próximos da Terra (NEOs – Near-Earth Objects). Foi descoberto em 11 de abril de 1996 pelo astrônomo Joe Montani, como parte do programa Spacewatch no Observatório Nacional de Kitt Peak, nos Estados Unidos. Seu nome, Didymos, significa "gêmeo" em grego, em referência à presença de um satélite natural orbitando-o, chamado Dimorphos.

## Características físicas e orbitais
Didymos possui aproximadamente 780 metros de diâmetro e tem uma forma alongada. Seu satélite, Dimorphos, mede cerca de 150 metros de diâmetro e orbita o corpo principal a uma distância de aproximadamente 1,1 km, com um período orbital de 11,9 horas.
A rotação de Didymos é relativamente rápida, completando uma volta em cerca de 2,26 horas. A densidade do sistema é estimada em cerca de 1,7 ± 0,4 g/cm³, sugerindo uma composição porosa e possivelmente formada por um amontoado de detritos (rubble pile).
A órbita de Didymos possui uma excentricidade de 0,384 e um semieixo maior de 1,644 unidades astronômicas (UA). O periélio ocorre a 1,013 UA do Sol e o afélio a 2,275 UA.

## Acessibilidade e aproximações com a Terra
Didymos é um dos asteroides de seu porte mais facilmente acessíveis a partir da Terra, exigindo um delta-v de apenas 5,1 km/s para uma espaçonave atingi-lo — menos do que os 6,0 km/s necessários para alcançar a Lua.
A aproximação mais próxima conhecida ocorreu em novembro de 2003, quando o asteroide passou a uma distância de 7,18 milhões de quilômetros da Terra. Uma aproximação ainda mais próxima é esperada para novembro de 2123, quando Didymos passará a cerca de 5,9 milhões de quilômetros do nosso planeta.

## Missão DART
Didymos e seu satélite Dimorphos foram os alvos da missão DART (Double Asteroid Redirection Test) da NASA, uma missão destinada a testar a capacidade de desviar a trajetória de um asteroide através de impacto cinético. A espaçonave foi lançada em novembro de 2021 e colidiu intencionalmente com Dimorphos em 26 de setembro de 2022. O impacto alterou com sucesso o período orbital de Dimorphos, marcando a primeira vez que a humanidade conseguiu mudar o movimento de um corpo celeste de forma mensurável.

## Dados orbitais
- Excentricidade: 0,384
- Semieixo maior: 1,644 UA
- Periélio: 1,013 UA
- Afélio: 2,275 UA
- Período orbital: ~2,11 anos
- Magnitude absoluta: 18,0